# Selva Brasil
Selva Brasil é um livro brasileiro escrito por Roberto de Sousa Causo.

## Enredo
É uma história alternativa de como seria o Brasil vinte anos depois da invasão militar brasileira das Guianas, na Fronteira Norte, segundo os planos megalomaníacos do Presidente brasileiro Jânio Quadros. Um grupo de soldados que ao seguir para um ponto anônimo do Amapá, na fronteira com a Guiana Francesa, onde devem substituir uma outra unidade do Exército Brasileiro se deparam com desertores e com um plano secreto para romper as regras de engajamento que limitam o conflito na região. Ao mesmo tempo, esses homens são confrontados com um estranho experimento militar que, indo além dos parâmetros do seu projeto, pode ter aberto um portal entre uma realidade paralela e a nossa.